# Les Voix intérieures
Les Voix intérieures est un recueil de poèmes de Victor Hugo publié en 1837.  Une édition paraît à Bruxelles chez E. Laurent, imprimeur-éditeur, place de Louvain n°7, la même année.

## Poèmes
Liste des poèmes du recueil :
- I : Ce siècle est grand et fort
- II : Sunt Lacrymae rerum
- III : Quelle est la fin de tout ?
- IV : À l’Arc de triomphe
- V : Dieu est toujours là
- VI : Oh ! vivons ! disent-ils dans leur enivrement
- VII : À Virgile
- VIII : Venez que je vous parle, ô jeune enchanteresse
- IX : Pendant que la fenêtre était ouverte
- X : À Albert Dürer
- XI : Puisqu'ici-bas toute âme…
- XII : À Ol
- XIII : Jeune homme, ce méchant fait une lâche guerre
- XIV : Avril – À Louis B.
- XV : La Vache
- XVI : Passé
- XVII : Soirée en mer
- XVIII : Dans Virgile parfois
- XIX : À un riche
- XX : Regardez : les enfants se sont assis en rond
- XXI : Dans ce jardin antique…
- XXII : À des oiseaux envolés
- XXIII : À quoi je songe ?
- XXIV : Une nuit qu'on entendait la mer sans la voir
- XXV : Tentanda via est
- XXVI : Jeune fille, l’amour, c’est d’abord un miroir
- XXVII : Après une lecture de Dante
- XXVIII : Pensar, dudar
- XXIX : À Eugène vicomte H.
- XXXe : À Olympio
- XXXI : La tombe dit à la rose
- XXXII : Ô muse, contiens-toi !